# Jonathan Kaplan
Jonathan Kaplan, född 25 november 1947 i Paris, död 1 augusti 2025 i Los Angeles i Kalifornien, var en amerikansk film- och TV-regissör och producent. Hans största framgång kom år 1988, då han regisserade filmen Anklagad, som gav en av dess huvudrollsinnehavare, Jodie Foster, en Oscar för bästa kvinnliga huvudroll, samt en nominering till en Guldbjörn på Filmfestivalen i Berlin år 1989. Han regisserade sedan filmen Love Field år 1992, som gav huvudrollsinnehavaren Michelle Pfeiffer en Oscarsnominering för bästa kvinnliga huvudroll, samt en nominering till en Guldbjörn på Filmfestivalen i Berlin år 1993. Kaplan blev i tillägg till detta även nominerad till fem stycken Emmy Awards, detta för sin insats som regissör och producent för TV-serien Cityakuten.
Kaplan föddes i Frankrikes huvudstad Paris, som son till filmkompositören Sol Kaplan och skådespelerskan Frances Heflin. Han var systerson till skådespelaren Van Heflin och var äldre bror till skådespelerskorna Nora Heflin och Mady Kaplan. Han bodde tillsammans med sin familj i Hollywood fram tills år 1954, då de i och med att fadern Sol hade blivit svartlistad från sitt yrke som filmkompositör, bestämde sig för att flytta upp till New York.
Kaplan var gift med Julie Selzer mellan åren 1987 och 2001, och fick tillsammans med henne en dotter vid namn Molly. Han gick bort i levercancer i sitt hem i Los Angeles fredagen den 1 augusti 2025, 77 år gammal.

## Filmografi (i urval)
Film
- 1973 – The Slams
- 1974 – Truck Turner
- 1975 – Den hårda vägen
- 1977 – Mr. Billion
- 1979 – Unga rebeller
- 1983 – Heart Like a Wheel
- 1987 – Project X - topphemligt
- 1988 – Anklagad
- 1989 – Immediate Family
- 1992 – Förbjudet begär
- 1992 – Love Field
- 1994 – Bad Girls
- 1999 – Brokedown Palace

TV-serier
- 1993 – Fallen Angels (TV-serie)
- 1996 – Med kallt blod (TV-serie)
- 1997 – Cityakuten (TV-serie)
- 2005 – Jordan, rättsläkare (TV-serie)
- 2005–2012 – Law & Order: Special Victims Unit (TV-serie)
- 2006–2009 – Brottskod: Försvunnen (TV-serie)
- 2010 – Brothers & Sisters (TV-serie)